# Lord-lieutenant de Clare
Ceci est une liste de personnes qui ont servi comme Lord Lieutenant de Clare. L'office a été créé le 23 août 1831.
- William Vesey-FitzGerald, 2e baron FitzGerald et Vesey 7 octobre 1831 – 11 mai 1843
- Lucius O'Brien, 13e baron Inchiquin mai 1843 – 22 mars 1872
- Hon. Charles William White 28 mai 1872 – janvier 1879
- Edward O'Brien, 14e baron Inchiquin 13 janvier 1879 – 9 avril 1900
- Hector Stewart Vandeleur 20 août 1900 – 3 octobre 1909
- Sir Michael O'Loghlen, 4e baronnet 7 octobre 1910 – 1922